# AMETRA Carnaval
AMETRA Carnaval é um projeto que envolve todas as escolas da rede publica e projetos sociais de Taubaté. Tem como patrono o carnavalesco Joãosinho Trinta. O projeto desfilou pela primeira vez na avenida no ano de 1993.